# Sfondamento dei cieli Gurren Lagann
Sfondamento dei cieli Gurren Lagann (天元突破グレンラガン?, Tengen toppa Guren Ragan) è una serie televisiva anime di genere fantascientifico realizzata dallo studio Gainax e co-prodotta da Aniplex e Konami.
La serie, di 27 episodi, è andata in onda per la prima volta su TV Tokyo il 1º aprile 2007. In Italia i diritti dell'anime sono stati acquistati dalla Dynit, e la serie è stata trasmessa in prima TV sul canale digitale terrestre Rai 4 dal 24 settembre 2009 al 1º aprile 2010 alle ore 22:45.
Dall'anime sono stati tratti due film riassuntivi, commercializzati anche in Italia e distribuiti dalla Dynit, e un manga, che viene pubblicato in Italia dalla Panini Comics a partire dal 22 luglio 2010.

## Trama
In un lontano futuro l'umanità è ridotta a vivere in villaggi sotterranei senza alcun contatto con il mondo in superficie né tanto meno con gli altri villaggi. Simon è un orfano che vive in uno di questi agglomerati, il villaggio di Jiha, ed è uno scavatore, ruolo fondamentale in una società che si sviluppa esclusivamente nel sottosuolo; però non è benvoluto dai suoi pari.
Un giorno Simon trova un oggetto luminescente a forma di trivella; in seguito a questo ritrovamento Kamina, un altro orfano ma di età maggiore, chiede a Simon di entrare a fare parte del suo gruppo, la "Brigata Gurren". Kamina sogna di poter visitare nuovamente la superficie, dato che suo padre l'aveva condotto là ma lui era ancora troppo giovane per poter sperare di sopravvivere. Tuttavia, Kamina, Simon e altri ragazzi vengono scoperti dall'anziano del villaggio: Kamina viene incarcerato e Simon riprende il suo lavoro da scavatore, scoprendo questa volta un piccolo robot, composto principalmente da una faccia enorme alla quale sono agganciate le braccia e le gambe, sepolto nel sottosuolo.
Simon fa evadere Kamina per renderlo partecipe di questa scoperta, ma in quel momento un enorme e mostruoso robot distrugge il soffitto delle caverne e inizia a distruggere il villaggio. Nello stesso momento compare all'improvviso una bella ragazza, di nome Yoko Littner, che lo segue tentando di danneggiarlo. La coraggiosa sterminatrice di mostri si ritrova a formare un trio con Simon e Kamina, e i tre scoprono che la minuscola trivella è in realtà la chiave per attivare il robot (che verrà soprannominato "Lagann"). Simon riesce istintivamente a pilotarlo e, dopo un'accanita lotta, distrugge il robot nemico, raggiungendo la superficie.
Qui i tre scoprono che il robot era solo uno dei molti "Gunmen", robot pilotati dagli "uomini-bestia", che si trovano in superficie e tormentano i pochi umani che non vivono sottoterra. Simon e Kamina, grazie al Lagann, difendono il villaggio di Yoko dall'assalto di tre Gunmen, e Kamina riesce a far fuggire il pilota di uno di questi e a farlo funzionare al suo posto: lo soprannominerà "Gurren". Dopo una breve permanenza al villaggio, il terzetto decide di partire alla volta del quartier generale degli uomini-bestia, dato che, come ha scoperto l'esperto meccanico Leeron, i Gunmen sono programmati per fare ritorno alla base. Leeron decide quindi di unirsi a Simon, Kamina e Yoko nel pericoloso viaggio; con il passare del tempo molti altri si uniranno al gruppo originario nella lotta contro gli uomini-bestia, il loro sovrano Lordgenome e i suoi sottoposti, tra cui Viral.
Sarà proprio durante uno scontro casuale contro quest'ultimo e il suo Gunmen che Kamina scoprirà che il Lagann si può unire al Gurren, formando così il Gurren Lagann.
La serie si può suddividere nettamente in due parti. Il secondo arco ha luogo sette anni dopo la sconfitta dell'impero degli uomini-bestia da parte della Brigata Gurren: il mondo si sta nuovamente ripopolando e i superstiti della Brigata ne sono diventati i reggenti. Però, quando la popolazione umana raggiunge quota 1 000 000 di individui, gli Anti-Spiral, esseri che negano la capacità evoluzionistica degli esseri viventi, attaccano l'umanità. Nello scontro finale contro Anti-Spiral, il mecha denominato in italiano "Sfondamento dei Cieli: Gurren Lagann" viene generato dalla forza di volontà dei restanti membri della brigata, sembrando infine in svantaggio; Simon però trafora con il Lagann il nemico, salvando tutti gli esseri della Spirale.
Nelle ultime scene Simon e Nia si sposano ma poco dopo il bacio quest'ultima svanisce in quanto essere artificiale. Molti anni dopo si rivedono Viral, Yoko e Simon che assistono alla partenza di molti Gunmen diretti all'incontro con gli altri esseri della spirale. Il rappresentante della Terra è Viral, il quale non è cambiato più di tanto (a causa del suo corpo immortale) ma che non si fa mancare il suo caratteraccio.

## Stile e tematiche
La serie riprende tutte le convenzioni più estreme del genere mecha in maniera "divertita e divertente", dallo stereotipo dei "piloti per caso" al nemico onorevole che finisce per unirsi agli eroi. L'anime infrange inoltre molti altri stereotipi: il personaggio di Kamina, ad esempio, che ricalca in pieno lo stereotipo del pilota di robot nagaiano, sbruffone ma simpatico, sembra venir proposto come l'autentico protagonista della serie, e lo spettatore tende a non dare importanza alle ripetute dichiarazioni dello stesso Kamina, il quale afferma più volte l'importanza di colui che gli funge da "spalla", Simon. Ma ad alcuni inaspettati eventi, appare chiaro come il vero eroe della serie sia proprio il pavido e "secondario" Simon, la cui crescita e sviluppo psicologico diventa poi il motore dell'anime.
Altra caratteristica della serie è un progressivo accrescimento di "scala", sia in termini di spazio che in dimensioni dei mecha coinvolti. Dopo un breve teaser che anticipa uno scontro di proporzioni cosmiche, che premetterà al finale della serie, la vicenda ha un inizio minimalista, con la mano di Simon che trova la trivella in un foro nel terreno. Questa è la chiave di attivazione del Lagann. Di aspetto simile a una testa con piccoli arti, il Lagann è infatti poco più alto dello stesso Simon e ricorda nelle fattezze lo stile deformed. Una volta che il Lagann si è collegato al gunman Gurren, abbiamo il robot-protagonista della serie: il Gurren-Lagann, le cui dimensioni sono paragonabili a quelle del pur contenuto Mazinga Z nagaiano.
Ma la vera e propria escalation avviene nella seconda parte della serie. Collegato all'imponente nave spaziale Arc-Gurren, il robot forma l'Arc-Gurren-Lagann (Āku-Gurenragan), grande come una città. Nel seguito della serie, collegatosi all'imponente nave spaziale Cathedral Terra, poi Super Galassia Dai-Gurren, che ha la massa della Luna, l'Arc-Gurren-Lagann forma il Super Galassia Gurren-Lagann (Chōginga Gurenragan), ormai grande come un pianeta. Infine, nell'ultima puntata della serie, il Super Galassia Gurren-Lagann si evolve nella forma definitiva: lo Sfondamento dei cieli Gurren Lagann (Tengen toppa Guren Ragan), di dimensioni galattiche (inoltre è presente solo nel film "Lagann-Hen" il Super Sfondamento dei cieli Gurren Lagann, dall'aspetto di un gigantesco Simon costituito di energia spirale e cento volte più grande dello stesso Sfondamento dei cieli Gurren Lagann, che è collocato sulla sua fronte).
Se dunque il Lagann è probabilmente il più piccolo robot pilotabile mai comparso in una serie animata robotica, il conclusivo Sfondamento dei Cieli Gurren Lagann, alto più di 10 000 000 anni luce, supera di gran lunga qualsiasi altro robot, mentre il Super Sfondamento dei cieli Gurren Lagann (che compare solo nel secondo lungometraggio), la forma finale dello Sfondamento dei Cieli Gurren Lagann, è ufficialmente riconosciuto come il mecha più grande della storia.
Quest'esponenziale aumento di scala richiama da vicino alcune opere di fantascienza di Olaf Stapledon e Greg Egan, in cui le distanze in ordine di spazio e di tempo si accrescono progressivamente nel corso del libro, partendo da un incipit minimale fino ad abbracciare scenari di proporzioni cosmiche.
Nel finale dell'ultima battaglia, si assiste infine allo "smontaggio" dei vari robot che, simili a matrioške, escono gli uni dagli altri, affinché il colpo finale venga infine vibrato dal piccolo Lagann e dallo stesso Simon, chiudendo il cerchio aperto all'inizio della serie. D'altra parte, l'intera serie sembra incentrata sul leit-motiv della spirale: vi è una ciclicità, sì, ma una ciclicità che si evolve ad ogni rotazione, così come la trivella avanza ruotando su se stessa (l'anime è ricchissimo di metafore legate alle trivelle, ma anche alla doppia spirale del DNA e alle stesse spirali galattiche, che si riflettono negli occhiali di Simon nell'immagine di chiusura della sigla finale).
Questo meccanismo di "ciclicità con evoluzione" è anche suggerito da una delle prime frasi pronunciate nell'anime, all'inizio del primo episodio: "Tutte le luci nel cielo sono i nemici". Frase che, in chiusura, si trasforma in uno speranzoso: "Tutte le luci nel cielo sono stelle", appassionata citazione da un vecchio romanzo di Fredric Brown: Progetto Giove (The Lights in the Sky are Stars).

## Terminologia
Gunmen (ガンメン?, Ganmen)
È il termine con cui sono definiti i mecha di questa serie. Il loro nome è anche un gioco di parole, in quanto è composto dalle parole inglesi gun («pistola») e men («uomini»); e, poiché si pronuncia «Ganmen», esso rimanda al termine giapponese ganmen (顔面?), che significa «faccia» (in riferimento al loro aspetto simile a teste provviste di arti). Va detto però che solo i Gunmen più avanzati sono provvisti di armi da fuoco, mentre i più primitivi si servono di armi simili a mazze o delle sole mani.
Grapearl
I grapearl sono un tipo di Mecha che compare solo nella seconda metà della serie. Questi robot sono le forze di difesa del nuovo governo e sono creati in massa utilizzando come base Gurren-Lagann. Si dimostreranno, in seguito, particolarmente inefficaci contro gli Anti-Spiral, a differenza degli originali Gunmen (considerati obsoleti), il quale scopo era appunto combattere contro gli Anti-Spiral. I più importanti piloti di Grapearl comparsi nella serie sono Gimmy e Darry.
Uomini-bestia
Con questo termine si indicano le creature parte uomo e parte animale create da Lordgenome per pilotare i Gunmen; essi sono sprovvisti dell'energia a spirale, ovvero della capacità evoluzionistica insita negli esseri viventi, e possono riprodursi solo mediante clonazione. Anche i bizzarri animali che popolano il mondo possono essere considerati tali, in quanto esperimenti falliti dei progetti di Lordgenome.
Spirale
È la forma di energia insita nell'universo dell'anime. Come sostiene Lordgenome la Spirale è il potere dell'evoluzione, generato da esseri capaci di farlo, come gli esseri umani e gli altri animali basati sul dna, la cui spirale a doppia elica a struttura molecolare permette loro di ottenere più forza attraverso le generazioni. La Spirale è ciò che collega gli esseri con l'universo ed è prodotto dall'energia generata dalla gametogenesi nelle creature viventi. La quantità di Spirale prodotta da un individuo può variare ed è basata non solo sui propri limiti, ma anche sulla sua immediata volontà di sopravvivere e perseverare. L'alimentazione con tale energia ha sia il potenziale che applicazioni infinite (può rigenerare e far crescere nuove parti di macchine su scala galattica, e anche creare tunnel attraverso lo spazio-tempo). La continua evoluzione degli esseri viventi e l'abuso della Spirale però può portare ad un fenomeno noto come "Spiral Nemesis", un Big Bang inverso che porterebbe alla distruzione dell'universo, che si scopre essere la maggiore preoccupazione degli Anti-Spiral, tanto da controllare i pianeti della Spirale in modo che non superino un tot di abitanti per impedirla.

## L'anime

### Colonna sonora
Sigla di apertura
- Sorairo Days (空色デイズ?, Sorairo Deizu) di Shōko Nakagawa

Sigle di chiusura
- UNDERGROUND degli HIGH VOLTAGE per gli episodi 1-15
- happily ever after di Shōko Nakagawa per l'episodio 16
- Minna no Peace (みんなのピース?, Minna no Pīsu) degli Afromania per gli episodi 17-27

OST
CD 1
1. Shikata nee! Ippun Nijuubyou dake Kobite yaru
2. Mogura ha Mogura no mama na no ka?
3. Rappu ha Kan no Tamashii da! Onore wo Shinjite Ten wo Yubisasu Dotou no Otoko Kamina-sama no Teema wo Mimi no Ana Kappojitte Yo~ku Kikiyagare!!
4. Butamogura ha Rasen no Yume wo Miru ka?
5. Boin VS Boin
6. Moete bakari de Ii no kai?
7. Omae no XXX de Ten wo Tsuke!! ~Hajimete Mita Chijou ver.~
8. Gaikotsu ni Nacchimatta Kamina no Oyaji ni Yoseru Aika
9. Ookami ga Kita!!
10. Nikopol
11. Tsuki to Hoshi to A-Ta-Shi
12. Moero Sankyoudai
13. Aaaaa! Gaikotsu ga!! Gaikotsu gaa!!!
14. Omaera Zen'in Moete Shimae!!!
15. Omae no XXX yo, Sosoritate!
16. He is so XXX
17. Raburii Boin
18. Peeping Tom
19. Hige to Haaremu
20. Oyaji no Tamashii
21. Omae nanka Shinjirarekka!
22. Ima ha Junbi ga Hitsuyou nanda yo!!
23. Gattai Nante Kusokurae!! (Gattai Sounyuukyoku Daiichiban Hatanchou Areguro K2564)
24. "Moe" tte Ittai Nan desu ka?
25. Omae no XXX de...
26. Ai - Tsukamimasu I

CD 2
1. Ai - Tsukamimasu II
2. Rappu ha Kan no Tamashii da! Muri wo Tooshite Douri wo Kettobasu! Ore-tachi Dai-Guren Dan no Teema wo Mimi no Ana Kappojitte Yo~ku Kikiyagare!! (Short Start Edit)
3. Tabi tte naa Tsukareru Mon nanda yo
4. "Moe" tte Ittai...?
5. Kurayami no Naka de Nani wo Kangaete yagaru!!
6. BafBaf! Sonna ni Moeru no ga...Suki kai?
7. Chougattai (Gattai Sounyuukyoku Dainiban K3845 Purogure)
8. Mawatte Mawatte Mawatte Mawaa!?
9. Mawatte Mawatte Mawatte Mawattetetete...
10. Nessa no Kouya wo Nukete Dai-Guren Dan ga Iku no da
11. Ai - Tsukamimasu III
12. Ai - Tsukamimasu IV
13. Tsukihi ha Hyakudai no Kakaku nari
14. Adai Mura no Dekosuke
15. Megane de Kimeyou
16. Dou da! Ore no Toranpetto ha Sugoi darou!!
17. Rappu ha Kan no Tamashii...... datta... yo na...
18. Rizooto Raifu no Iroha
19. Poison Prison
20. Dareka ga Dareka wo Uranderu
21. The Blue monday e"r"ectrical parade
22. "Libera me" from hell
23. Love Conservative
24. Omae no XXX de Ten wo...
25. Omae no XXX de Ten wo Tsuke!!

### Edizione DVD

Copertina del primo box

In Italia, contemporaneamente alla trasmissione su Rai 4, la serie è uscita in DVD ad opera di Dynit. I DVD sono raggruppati in due box, pubblicati rispettivamente il 4 novembre 2009 e il 25 febbraio 2010; gli episodi vengono raggruppati dal 1-14 nel primo box, mentre dal 15-27 nel secondo. I box includono i booklet, un libretto (per ciascun box) contenente la presentazione dei personaggi della saga, informazioni varie, gallerie d'illustrazioni ed i settei, ovvero la parte riservata agli schizzi dei vari personaggi e alla loro espressività e abbigliamento.
Sono usciti in DVD anche 2 film, che riassumono rispettivamente la prima e la seconda parte della serie, insieme ai film sono stati distribuiti per la prima volta i Parallel Works.

### Manga

Copertina italiana del secondo volume del manga

## Media derivati

### Videogiochi
Nel 2007 in Giappone la Konami ha pubblicato il videogioco ufficiale per Nintendo DS contenente un DVD con un episodio inedito. Alcuni mecha di Gurren Lagann compaiono anche nel titolo Super Robot Wars Z 2 per PSP.

## Riferimenti ad altre opere
- Nell'episodio 1 c'è una scena in cui Kamina e Simon cercano di fuggire verso la superficie, essi cavalcano dei talpa-maiali che però vengono fermati dal capo del villaggio in cui vivevano, chiara citazione dal tentativo di fuga di Rocky Joe dal riformatorio che però viene fermato da Toro Riki (Torou Rikishi o Eddy Morgan nel secondo doppiaggio).
- Simon è il terzo orfano quattordicenne protagonista di una serie Gainax, dopo Nadia di Nadia - Il mistero della pietra azzurra e, per certi versi, Rei Ayanami di Neon Genesis Evangelion (Shinji Ikari è orfano solo di madre).
- Nell'episodio 6, le ragazze vestite da conigliette che appaiono nella stazione termale sono tutte disegnate in modo da somigliare a svariati personaggi femminili Gainax, tra cui Asuka e Rei di Neon Genesis Evangelion, Lal'C e Nono di Punta al top 2! - DieBuster, Mahoro da Mahoromatic e persino il travestito maschile "zietta Aki" di Abenobashi.
- Il veicolo pilotato da Yoko nella seconda parte della serie, durante il suo periodo di lavoro come maestra, ricorda molto la Vespa gialla di Haruko in FLCL.
- Il titolo dell'ultimo episodio, come spesso da tradizione Gainax, è quello di un romanzo o racconto di fantascienza. In questo caso il riferimento è a The Lights in the Sky are Stars di Fredric Brown (pubblicato in Italia con il titolo Progetto Giove).
- Sembra ci siano riferimenti alla serie Zambot 3. Il robot principale ottenuto dalla fusione dei due moduli, infatti, ricorda molto lo Zambot (dalla luna nella fronte); inoltre l'odio che, a un certo punto, la popolazione nutre nei confronti di Simon, pilota del Gurren Lagann, rievoca in un certo senso l'odio che la popolazione giapponese nutriva nei confronti dello Zambot e del suo pilota.
- Nell'episodio 3 nella scena del secondo combattimento tra Simon, Kamina e l'Uomo-Bestia; questi ultimi due si danno un Pugno Incrociato (pugno d'incontro incrociato, pugno d'incontro, gancio incrociato, gancio d'incontro, gancio d'incontro incrociato) colpo famoso del pugile Rocky Joe.
- Nella stessa occasione (ma nel doppiaggio originale), Kamina usa il famoso grido di battaglia di Dio Brando da Le bizzarre avventure di JoJo "MUDA MUDA MUDA".
- Nell'episodio 8, la morte di Kamina è rappresentata come la famosa morte del pugile Rocky Joe.
- Nell'episodio 15, davanti ai Gunmen che attaccano gli umani, ne passa uno uguale al Gaiking.
- La scena del bagno alle terme dell'episodio 6 ricorda da vicino l'analoga scena dell'episodio 10 "L'arrivo in Giappone della dea (capitolo delle terme)" della serie Full Metal Panic? Fumoffu. Ed inoltre l'intera struttura delle terme è un riferimento al film La città incantata di Hayao Miyazaki.
- Il personaggio di Adihn "L'elegante" sembra palesemente ispirato (sia nell'aspetto fisico che in quello psichico) a quello di Grandis Granva (Rebecca nella versione italiana) dell'anime Nadia - Il mistero della pietra azzurra, creato dalla Gainax.
- Nell'episodio 14, alcun aerei d'assalto sganciano bombe identiche ai Pallottolo Bill della serie di videogiochi Mario.
- Nell'ultimo episodio, nella scena dei titoli di coda, viene citato Guerre Stellari con la frase "Che la forza della spirale sia con voi".
- I protagonisti, Kamina, Yoko e Simon, insieme a Kittan, ricordano molto i protagonisti dell'anime Needless, in particolare l'aspetto fisico dei protagonisti maschili.
- Nel 2° film Sfondamento dei cieli Gurren Lagann: Capitolo Lagann, dopo aver distrutto Lordgenome, i protagonisti fanno una festa e Dayakka ha la pancia con su disegnata una faccia, che fa riferimento a Dampei Tange (Frank Miller nel secondo doppiaggio) il quale aveva organizzato una festa per la scarcerazione di Rocky Joe dal riformatorio.